# (5999) Plescia
(5999) Plescia est un astéroïde de la ceinture principale aréocroiseur.

## Description
(5999) Plescia est un astéroïde aréocroiseur. Il présente une orbite caractérisée par un demi-grand axe de 2,28 UA, une excentricité de 0,31 et une inclinaison de 23,2° par rapport à l'écliptique.

## Compléments